# Pokój i rozejm Boży
Pokój i rozejm Boży (łac. Pax et Treuga Dei) – zespół konwencji ogłoszonych przez średniowieczny Kościół rzymskokatolicki dla przeciwdziałania zbrojnej przemocy feudalnej. Pokój Boży, wprowadzony po raz pierwszy przez synod w Charroux w 989 r., roztaczał ochronę nad określonymi kategoriami osób słabszych lub bezbronnych (od duchownych poprzez kobiety, dzieci i starców po chłopów, kupców i podróżnych) oraz obiektami (kościoły, klasztory, młyny, promy, domy, siedziby sądów itp. p. azyl). Rozejm Boży, dzieło katalońskiego benedyktyna Oliby, opata Ripoll i biskupa Vic, ustanowiony w 1027 na synodzie w Toluges (dziś Toulouges) w hrabstwie Roussillon (kat. Rosselló), wyznaczał natomiast ramy czasowe bezwzględnego zawieszenia broni: od środy wieczorem do poniedziałku rano, później również w całym okresie adwentu i wielkiego postu. Instytucja Pokoju i Rozejmu Bożego była stosowana do końca XIII w. przez papieży i synody biskupie w celu ograniczenia wojen feudalnych. W feudalnej Katalonii zgromadzenia zwoływane dla zaprzysiężenia Pokoju i Rozejmu położyły fundament pod rozwój tamtejszego średniowiecznego parlamentaryzmu.
1. Od Bożego Narodzenia aż do poniedziałku po święcie Trzech Króli, i dalej od wielkiego postu aż po oktawę Zielonych Świąt, dalej wszystkie wigilie i święta, i przez trzy dni w każdym tygodniu, mianowicie od czwartku wieczora aż do świtu poniedziałku, niechaj panuje wszędzie, [tak] by nikt nie uderzył [też znieważył] nieprzyjaciela swego[potrzebny przypis].
2. Kto by zabił [w tym czasie], niechaj podlega wyrokowi śmierci. Kto by zranił, niechaj straci rękę. Kto by uderzył sztyletem, jeśli jest szlachcicem, [niechaj] librę [funt srebra] położy, jeśli wolnym czy ministeriałem[6] – 11 solidów, jeśli poddanym (niechaj będzie ukarany) na skórze i włosach[potrzebny przypis].
3. Każdy dom, dworzyszcze, niechaj (...) ma stały pokój. Niech nikt nie nachodzi [domu], nikt nie włamuje, nikt niechaj nie śmie w określonych terminach gwałtem (...) najeżdżać. Kto by się ośmielił, jakiegokolwiek by był pochodzenia, głową [będzie] karany[potrzebny przypis].
4. Jeśliby uciekający przed nieprzyjacielem wszedł do swojej czy czyjej zagrody, niechaj będzie tam bezpieczny. Kto by dzidę za nim  do zagrody wrzucił – niechaj rękę utraci[potrzebny przypis].
5. Komukolwiek by zarzucono pogwałcenie tego pokoju, a on zaprzeczył, jeśli jest wolno urodzony lub wolny, [przez] 12 świadków ma się oczyścić, jeśli jest poddanym (...) [poddany będzie] próbie zimnej wody, tak że sam się ma [w wodę] rzucić[potrzebny przypis].
6. Podróżnemu niechaj nikt nie odmówi gościny[potrzebny przypis].

## Gwarancje
„Winni naruszenia tych zakazów podlegali ekskomunice kościelnej, następnie jako gwałciciele pokoju (violatores pacis) pociągani byli przed trybunały pokoju tworzone przez ligi biskupów i co rozsądniejszych feudałów. W razie niepoddania się winnego wyrokom trybunału liga wypowiadała mu wojnę.”
Podobną rolę spełniał pokój ziemski (Landfried) w ówczesnej Rzeszy, obowiązujący nie czasowo lecz terytorialnie. „Równocześnie z ogłoszeniem landfrydu organizowano specjalne sądy pokoju ziemskiego dla sądzenia spraw o naruszenie landfrydu. Odróżnić można liczne landfrydy prowincjonalne wprowadzane przez książąt szczepowych, później terytorialnych, na ich włościach, od landfrydów państwowych. Landfrydy państwowe (Reichstlandfrieden) odegrały szczególnie dużą rolę. Dochodziły one do skutku na Hoftagu. Najstarszy pokój państwowy został zawarty w 1103 r. w Moguncji. Wielkim autorytetem cieszył się później landfryd moguncki Fryderyka II, który dopuszczał wypowiedzenie wojny prywatnej, ale tylko w drodze formalnej procedury sądowej. Tę długą akcję wieńczy wieczysty landfryd wormacki z r. 1495, który wprowadził na zawsze zakaz wojny prywatnej. Teksty landfrydów, ujmowane w formie ustaw, zawierały wiele przepisów z dziedziny prawa karnego.”